# Minenverlegepanzer

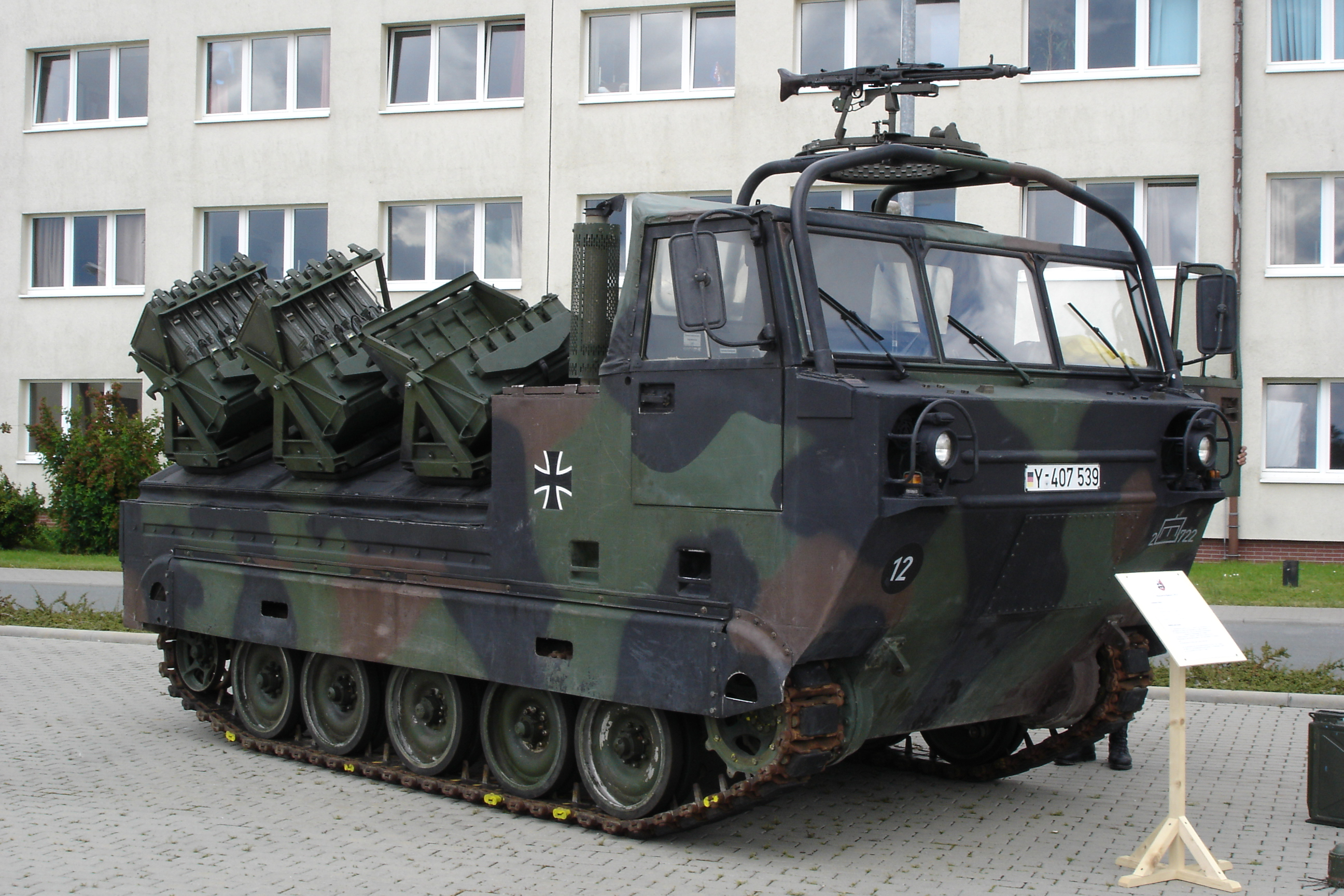
MiVPpz der Bw (Minenwerfer „Skorpion“)

Minenverlegepanzer (kurz: MiVPz) sind Waffensysteme, bei denen auf einem Kettenfahrgestell ein Minenwurfsystem installiert ist.

## Beispiele
- Minenwerfer „Skorpion“ – Deutschland
- Shielder minelaying system – Großbritannien
- Kroton – Polen
- GMZ-1 – Sowjetunion
- GMZ-2 – Sowjetunion
- GMZ-3 – Sowjetunion